# Nychiodes admirabila
Nychiodes admirabila là một loài bướm đêm trong họ Geometridae.